# William Henry (Schauspieler)
William Albert Henry (* 10. November 1914 in Los Angeles, Kalifornien; † 10. August 1982 ebenda) war ein US-amerikanischer Schauspieler.

## Leben
Zwischen 1925, seinem ersten Film im Alter von elf Jahren, und dem Jahr 1974 absolvierte William Henry insgesamt rund 230 Film- und Fernsehauftritte. Seine ersten Filmerfahrungen machte Henry als Kinderschauspieler und spielte dann 1934 einen besserwisserischen jungen Bücherwurm an der Seite von William Powell und Myrna Loy in dem Filmklassiker Der dünne Mann. Später bekam Henry hauptsächlich Haupt- und Nebenrollen in B-Movies angeboten, meistens Western. Seine Karriere beendete er als Charakterschauspieler mit zumeist kleineren Auftritten. Er war Mitglied der inoffiziellen John Ford Stock Company, einer Gruppe von Schauspielern, auf die John Ford gern für seine Filme zurückgriff; insgesamt arbeitete Henry bei zwölf Filmen mit Ford zusammen. Ab den 1950er-Jahren übernahm er auch diverse Fernsehrollen. Seine letzte Rolle vor der Kamera hatte er 1974 als Gastdarsteller in der Serie Der Sechs-Millionen-Dollar-Mann.
Sein Bruder war der Schauspieler Thomas Browne Henry (1907–1980). William Henry war zweimal verheiratet und hatte drei Kinder.

## Filmografie (Auswahl)

### Kino
- 1925: Lord Jim
- 1933: Adorable
- 1934: Der dünne Mann (The Thin Man)
- 1934: Operator 13
- 1935: Ein Arzt für alle Fälle (Society Doctor)
- 1935: Abenteuer im Gelben Meer (China Seas)
- 1936: Tarzans Rache (Tarzan Escapes)
- 1937: Doppelt oder Nichts (Double or Nothing)
- 1937: Madame X
- 1938: Vier Mann – ein Schwur (Four Men and a Prayer)
- 1938: A Man to Remember
- 1939: Der Frechdachs von Arizona (The Arizona Wildcat)
- 1939: Geronimo, die Geißel der Prärie (Geronimo)
- 1940: Parole Fixer
- 1940: The Way of All Flesh
- 1941: Blüten im Staub (Blossoms in the Dust)
- 1942: Klondike Fury
- 1942: A Gentleman After Dark
- 1942: There’s One Born Every Minute
- 1943: I Escaped from the Gestapo
- 1943: Johnny Come Lately
- 1944: The Lady and the Monster
- 1944: Die Abenteuer Mark Twains (The Adventures of Mark Twain)
- 1944: Der Weg zum Glück (Going My Way)
- 1946: The Invisible Informer
- 1946: The Fabulous Suzanne
- 1946: The Mysterious Mr. Valentine
- 1948: King of the Gamblers
- 1950: Unter Einsatz des Lebens (Southside 1-1000)
- 1951: Valentino – Liebling der Frauen (Valentino)
- 1951: Hölle am Kongo (Fury of the Congo)
- 1952: Die größte Schau der Welt (The Greatest Show on Earth)
- 1952: What Price Glory?
- 1952: Teufelskerle des Ozeans (Torpedo Alley)
- 1953: Canadian Mounties vs. Atomic Invaders
- 1954: Das Geheimnis der Inkas (Secret of the Incas)
- 1954: Gangster, Spieler und ein Sheriff (Masterson of Kansas)
- 1955: Akte XP 15 (A Bullet for Joey)
- 1955: Herrscher des Dschungels (Jungle Moon Men)
- 1955: Keine Zeit für Heldentum (Mister Roberts)
- 1955: Verdammt zum Schweigen (The Court-Martial of Billy Mitchell)
- 1956: Schmutziger Lorbeer (The Harder They Fall)
- 1956: Bankraub in Mexiko (The Three Outlaws)
- 1957: Dem Adler gleich (The Wings of Eagles)
- 1957: Reife Blüten (Untamed Youth)
- 1957: Überall lauert der Tod (Man Afraid)
- 1958: Die letzte Kugel (Day of the Badman)
- 1958: Ihr Leben war ein Skandal (Too Much, Too Soon)
- 1958: Der Held mit der Maske (The Lone Ranger and the Lost City of Gold)
- 1958: Das letzte Hurra (The Last Hurrah)
- 1959: Duell in Dodge City (The Gunfight at Dodge City)
- 1959: Der letzte Befehl (The Horse Soldiers)
- 1960: Der schwarze Sergeant (Sergeant Rutledge)
- 1960: Sieben Wege ins Verderben (Seven Ways from Sundown)
- 1960: Alamo (The Alamo)
- 1961: Zwei ritten zusammen (Two Rode Together)
- 1962: Der Mann, der Liberty Valance erschoß (The Man Who Shot Liberty Valance)
- 1962: Das war der Wilde Westen (How the West Was Won)
- 1963: Der eiserne Kragen (Showdown)
- 1964: Die Revolverhand (He Rides Tall)
- 1964: Der Kandidat (The Best Man)
- 1964: Cheyenne (Cheyenne Autumn)
- 1965: Geliebte Brigitte (Dear Brigitte)
- 1966: Der Colt ist das Gesetz (Gunpoint)
- 1966: Zwei tolle Kerle in Texas (Texas Across The River)
- 1966: El Dorado
- 1968: Als das Licht ausging (Where Were You When the Lights Went Out?)
- 1971: Der Omega-Mann (The Omega Man)
- 1971: Zwei Galgenvögel (Skin Game)

### Fernsehen
- 1950–1953: The Gene Autry Show (3 Folgen)
- 1950–1954: The Cisco Kid (10 Folgen)
- 1951: The Living Christ Series (9 Folgen)
- 1955–1956: Großer Adler – Häuptling der Cheyenne (Brave Eagle, 2 Folgen)
- 1955–1956: Buffalo Bill jr. (6 Folgen)
- 1955–1959: Rin Tin Tin (The Adventures of Rin Tin Tin, 4 Folgen)
- 1956: The Lone Ranger (3 Folgen)
- 1956–1958: Wyatt Earp greift ein (The Life and Legend of Wyatt Earp, 4 Folgen)
- 1956–1959: Fury (4 Folgen)
- 1957: Sergeant Preston (Sergeant Preston of the Yukon, Folge 3x09)
- 1957: Die Texas Rangers (Tales of the Texas Rangers, Folge 2x11)
- 1957–1960: Abenteuer im wilden Westen (Zane Grey Theater, 5 Folgen)
- 1958: Lawman (Folge 1x02)
- 1958–1959: 26 Men (4 Folgen)
- 1958–1965: Lassie (4 Folgen)
- 1959: Der zweite Mann (The Deputy, Folge 1x04)
- 1959: Am Fuß der blauen Berge (Laramie, Folge 1x08)
- 1959: Streifenwagen 2150 (Highway Patrol, Folge 4x34)
- 1959–1963: Tausend Meilen Staub (Rawhide, 5 Folgen)
- 1960/1961: The Rebel (Fernsehserie, 2 Folgen)
- 1962/1967: Bonanza (Fernsehserie, 2 Folgen)
- 1964–1965: Rauchende Colts (Gunsmoke, 5 Folgen)
- 1965: Verrückter wilder Westen (The Wild Wild West, Folge 1x12)
- 1965: Geächtet (Branded, 2 Folgen)
- 1967: Laredo (Folge 2x19)
- 1967: Die Leute von der Shiloh Ranch (The Virginian, Folge 6x03)
- 1967/1968: Tennisschläger und Kanonen (I Spy, 2 Folgen)
- 1969: Lancer (Folge 1x26)
- 1970: Ein Käfig voller Helden (Hogan’s Heroes, Folge 5x24)
- 1970: Adam-12 (Folge 3x10)
- 1972: Notruf California (Emergency!, Folge 1x03)
- 1974: Der Sechs-Millionen-Dollar-Mann (The Six Million Dollar Man, Folge 2x10)